# Begonia samhaensis
Begonia samhaensis là một loài thực vật có hoa trong họ Thu hải đường. Loài này được M.Hughes & A.G.Mill. mô tả khoa học đầu tiên năm 2002.